# Hermann Dürtzant
Hermann Dürtzant (* 14. Jahrhundert; † um 1416 in Aachen) war Schöffe und Bürgermeister der Reichsstadt Aachen.

## Leben und Wirken
Der Sohn des gleichnamigen Aachener Schöffen (ca. 1335–ca. 1379) und der Heilika von Hochkirchen (ca. 1345–ca. 1423) folgte seinem Vater in das Schöffenkollegium und trat erstmals als solcher 1398 in Erscheinung. Im Jahre 1401 gehörte er zu den Schöffen, die dem neuen König Ruprecht die offizielle Krönung in Aachen untersagten, da man mit der Absetzung dessen Vorgängers Wenzel von Luxemburg nicht einverstanden war. Die Königskrönung Ruprechts fand daraufhin in Köln und ohne Übergabe der Reichsinsignien statt. König Ruprecht belegte anschließend Aachen mit einer mehrjährigen Reichsacht, womit im Besonderen die gegen Ruprechts Krönung votierenden Ratsmitglieder und Schöffen, darunter auch Hermann Dürtzant, mit vorübergehender Amtsenthebung belegt wurden. Nachdem Anfang 1407 nach langen Verhandlungen die Reichsacht aufgehoben wurde und Aachen sich zur Zahlung eines Geldbetrages in Höhe von 8000 Gulden in zwei Raten und zweckgebunden für die Wiederholung der Krönungsfeierlichkeiten verpflichtet hatte, konnte die Krönung in traditioneller Weise in Aachen wiederholt werden. Zugleich erhielt Dürtzant die Berechtigung, wieder als Schöffe tätig zu werden und wurde noch im gleichen Jahr auch zum Bürgermeister der Freien Reichsstadt Aachen gewählt. Am 14. August 1407 gelang es Dürtzant zusammen mit dem Schöffen Johann van den Berge noch, die vereinbarten Ratentermine neu zu verhandeln und zu strecken. Ab 1413 übernahm Dürtzant dann noch das Amt des Sendschöffen.
Hermann Dürtzant war Mitglied in der Bockzunft, einer Gesellschaft von Patriziern, in der sich die Gelehrten, Ärzte, Juristen, Kaufleute und Beamte organisiert hatten. Er war verheiratet mit Sybille von Dobach, etwaige Kinder sind nicht überliefert. Der Erbmarschall von Limburg, Carsilis von Eupen, war ein Schwager von Hermann Dürtzant.